# Маттіас Юнсон
Маттіас Юнсон (швед. Mattias Jonson, нар. 16 січня 1974, Кумла, Швеція) — шведський футболіст, що грав на позиції нападника. Виступав за національну збірну Швеції.
Дворазовий чемпіон Швеції. Володар Кубка Данії. Дворазовий володар Кубка Швеції.

## Клубна кар'єра
У дорослому футболі дебютував 1992 року виступами за команду клубу «Еребру», в якій провів три сезони, взявши участь у 61 матчі чемпіонату. Більшість часу, проведеного у складі «Еребру», був основним гравцем атакувальної ланки команди. У складі «Еребру» був одним з головних бомбардирів команди.
Своєю грою за цю команду привернув увагу представників тренерського штабу клубу «Гельсінгборг», до складу якого приєднався 1996 року. Відіграв за команду з Гельсінгборга наступні три сезони своєї ігрової кар'єри. Граючи у складі «Гельсінгборга» також здебільшого виходив на поле в основному складі команди.
1999 року уклав контракт з клубом «Брондбю», у складі якого провів наступні п'ять років своєї кар'єри гравця. Тренерським штабом нового клубу також розглядався як гравець «основи».
Протягом сезону 2004—2005 захищав кольори команди клубу «Норвіч Сіті».
2005 року перейшов до клубу «Юргорден», за який відіграв 6 сезонів. Завершив професійну кар'єру футболіста виступами за команду «Юргорден» 2011 року.

## Виступи за збірну
1996 року дебютував в офіційних матчах у складі національної збірної Швеції. Протягом кар'єри у національній команді, яка тривала 11 років, провів у формі головної команди країни 59 матчів, забивши 9 голів.
У складі збірної був учасником чемпіонату світу 2002 року в Японії та Південній Кореї, чемпіонату Європи 2004 року в Португалії, чемпіонату світу 2006 року в Німеччині.

## Досягнення
- Чемпіон Швеції:

«Гельсінгборг»: 1999
«Юргорден»: 2005
- Володар Кубка Данії:

«Брондбю»:  2002/03
- Володар Суперкубка Данії:

«Брондбю»:  2002
- Володар Кубка Швеції:

«Гельсінгборг»: 1997/98
«Юргорден»: 2005